# Oware
Oware (também conhecido como Awele) é um dos jogos de mancala mais conhecidos que existem. É jogado com 48 peças ou sementes em um tabuleiro normal dos jogos de mancala. É considerado o jogo nacional de Gana.

## Tabuleiro
O tabuleiro é inteiramente feito de madeira esculpida com 14 cavidades, das quais doze servem para a passagem das peças. As peças normalmente são sementes secas ou pequenos seixos.

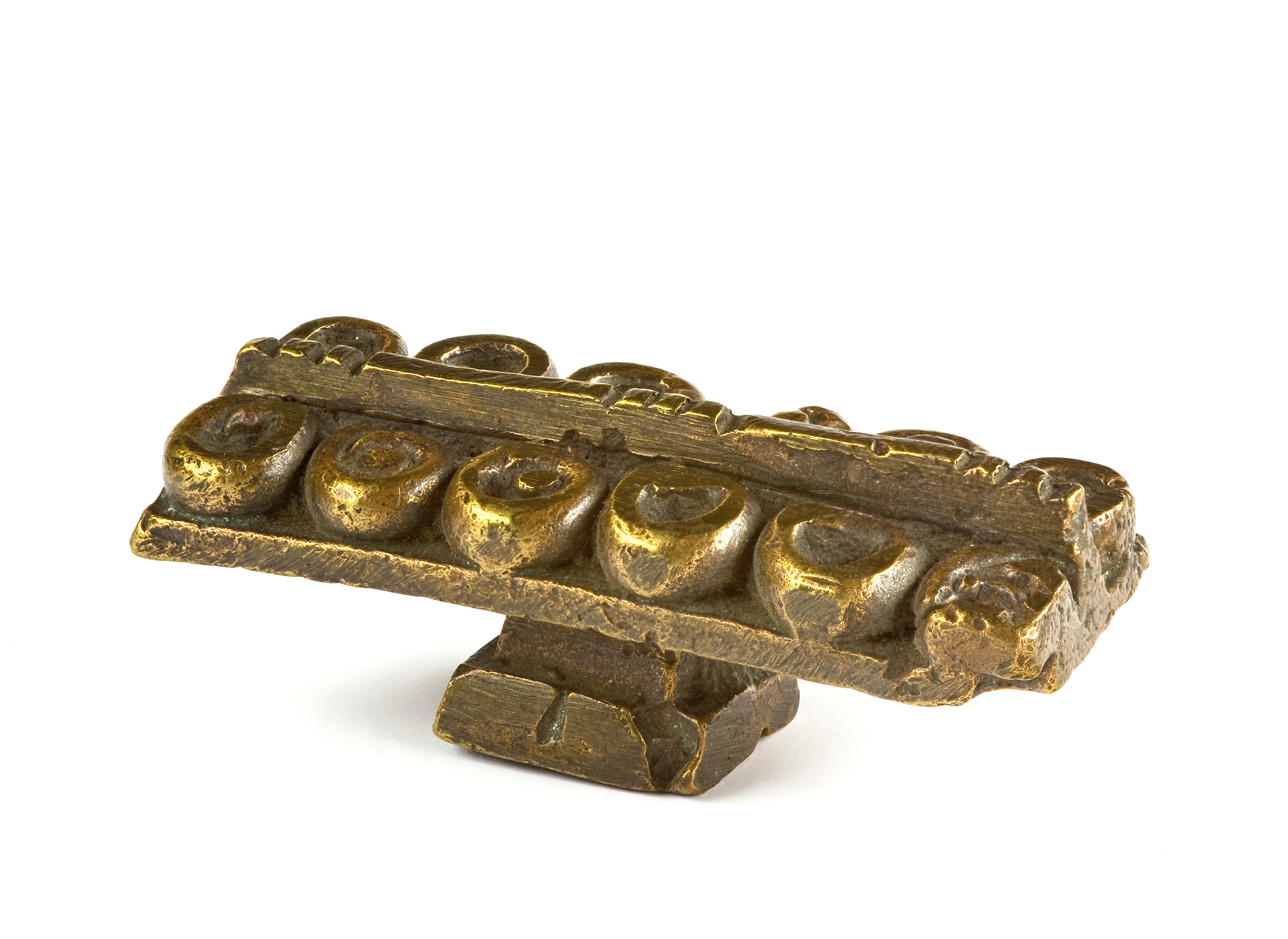
Oware Akan - MHNT